# Discografia lui Tupac Shakur
Acest articol prezintă aparițiile discografice ale rapperului Tupac Shakur. Acesta a lansat 12 albume de studio, 44 discuri single și 7 albume postume.

## Albume de studio
| Nume                                  | Detalii album                                  | Poziția maximă | Poziția maximă | Poziția maximă | Poziția maximă | Poziția maximă | Poziția maximă | Poziția maximă | Poziția maximă | Poziția maximă | Vânzări și certificații       |
| Nume                                  | Detalii album                                  | U.S.           | AUS            | CAN            | FRA            | GER            | NLD            | NZ             | SWI            | UK             | Vânzări și certificații       |
| ------------------------------------- | ---------------------------------------------- | -------------- | -------------- | -------------- | -------------- | -------------- | -------------- | -------------- | -------------- | -------------- | ----------------------------- |
| 2Pacalypse Now                        | - Formate: CD, LP, casetă, descărcare digitală | 64             | —              | —              | —              | —              | —              | —              | —              | —              | - RIAA certification: Aur     |
| Strictly 4 My N.I.G.G.A.Z.            | - Formate: CD, LP, casetă, descărcare digitală | 24             | —              | —              | —              | —              | —              | —              | —              | —              | - RIAA certification: Platină |
| Me Against the World                  | - Formate: CD, LP, casetă, descărcare digitală | 1              | —              | 20             | —              | 23             | —              | —              | —              | 90             | - BPI certification: Aur      |
| All Eyez on Me                        | - Formate: CD, LP, casetă, descărcare digitală | 1              | 19             | 11             | 99             | 16             | 11             | 15             | 15             | 32             | - RMNZ certification: 5× Aur  |
| The Don Killuminati: The 7 Day Theory | - Formate: CD, LP, descărcare digitală         | 1              | 37             | 25             | —              | 76             | 61             | 17             | —              | 53             | - MC certification: Aur       |

"–" denotă că albumul a fost lansat dar nu a intrat în top

## Albume postum
| Nume                          | Detalii album                                  | Poziția maximă | Poziția maximă | Poziția maximă | Poziția maximă | Poziția maximă | Poziția maximă | Poziția maximă | Poziția maximă | Poziția maximă | Vânzări și certificații                                      |
| Nume                          | Detalii album                                  | U.S.           | AUS            | CAN            | FRA            | GER            | NLD            | NZ             | SWI            | UK             | Vânzări și certificații                                      |
| ----------------------------- | ---------------------------------------------- | -------------- | -------------- | -------------- | -------------- | -------------- | -------------- | -------------- | -------------- | -------------- | ------------------------------------------------------------ |
| R U Still Down? (Remember Me) | - Formate: CD, LP, casetă, descărcare digitală | 2              | 50             | 12             | 52             | 25             | 29             | 20             | —              | 44             | - BPI certification: Aur                                     |
| Until the End of Time         | - Formate: CD, LP, casetă, descărcare digitală | 1              | 37             | 2              | 23             | 25             | 10             | 23             | 34             | 33             | - BPI certification: Aur - MC certification: 2× Platină      |
| Better Dayz                   | - Formate: CD, LP, casetă, descărcare digitală | 5              | 51             | 7              | 52             | 45             | 36             | 20             | 60             | 68             | - MC certification: 3× Platină                               |
| Loyal to the Game             | - Formate: CD, LP, casetă, descărcare digitală | 1              | 21             | 7              | 55             | 50             | 44             | 31             | 21             | 20             | - Vânzări în S.U.A.: 1,204,124 - RIAA certification: Platină |
| Pac's Life                    | - Formate: CD, LP, descărcare digitală         | 9              | 76             | 19             | 83             | 71             | —              | —              | 62             | 90             | - Vânzări în S.U.A.: 469,639                                 |

## Colaborări
| Nume                        | Detalii album                                  | Poziția maximă | Poziția maximă | Poziția maximă | Poziția maximă | Poziția maximă | Poziția maximă | Poziția maximă | Poziția maximă | Poziția maximă | Vânzări și certificații |
| Nume                        | Detalii album                                  | U.S.           | AUS            | CAN            | FRA            | GER            | NLD            | NZ             | SWI            | UK             | Vânzări și certificații |
| --------------------------- | ---------------------------------------------- | -------------- | -------------- | -------------- | -------------- | -------------- | -------------- | -------------- | -------------- | -------------- | ----------------------- |
| Still I Rise (with Outlawz) | - Formate: CD, LP, casetă, descărcare digitală | 6              | 48             | 9              | —              | 24             | 24             | 49             | 86             | 75             | - MC certification: Aur |

"–" denotă că albumul a fost lansat dar nu a intrat în top

## Live
| 2Pac Live                  | - Formate: CD, LP, casetă, descărcare digitală | 54  | 84  | 86 | 52 | 67 |                          |
| Live at the House of Blues | - Formate: CD, LP, casetă, descărcare digitală | 159 | 179 | —  | —  | —  | - BPI certification: Aur |

"–" denotă că albumul a fost lansat dar nu a intrat în top

## Compilații
| Nume                                 | Detalii album                                  | Poziția maximă | Poziția maximă | Poziția maximă | Poziția maximă | Poziția maximă | Poziția maximă | Poziția maximă | Poziția maximă | Poziția maximă | Vânzări și certificații       |
| Nume                                 | Detalii album                                  | U.S.           | AUS            | CAN            | FRA            | GER            | NLD            | NZ             | SWI            | UK             | Vânzări și certificații       |
| ------------------------------------ | ---------------------------------------------- | -------------- | -------------- | -------------- | -------------- | -------------- | -------------- | -------------- | -------------- | -------------- | ----------------------------- |
| In His Own Words                     | - Formate: CD, LP, casetă, descărcare digitală | 112            | —              | —              | —              | —              | 52             | —              | —              | 65             |                               |
| Greatest Hits                        | - Formate: CD, LP, casetă, descărcare digitală | 3              | 11             | 3              | 18             | 9              | 1              | 19             | 13             | 17             | - RZMN certification: Platină |
| The Lost Tapes                       | - Formate: CD, LP, casetă                      | 178            | —              | —              | —              | —              | —              | —              | —              | —              |                               |
| The Rose That Grew from Concrete     | - Formate: CD, LP, casetă                      | 89             | —              | —              | —              | —              | —              | —              | —              | —              | - Vânzări în S.U.A.: 262,672  |
| The Prophet: The Best of the Works   | - Formate: CD, LP, descărcare digitală         | —              | —              | —              | —              | —              | —              | 40             | —              | 146            |                               |
| The Rose, Vol. 2                     | - Formate: CD, LP, casetă                      | —              | —              | —              | —              | —              | —              | —              | —              | —              | - Vânzări în S.U.A.: 262,672  |
| The Prophet Returns                  | - Formate: CD, LP, casetă                      | —              | —              | —              | —              | —              | —              | —              | —              | 163            |                               |
| Beginnings: The Lost Tapes 1988–1991 | - Formate: CD, descărcare digitală             | —              | —              | —              | —              | —              | —              | —              | —              | —              |                               |
| Best of 2Pac, Part 1: Thug           | - Formate: CD, descărcare digitală             | 65             | —              | —              | —              | —              | —              | —              | —              | 76             | - Vânzări în S.U.A.: 212,399  |
| Best of 2Pac, Part 2: Life           | - Formate: CD, descărcare digitală             | 77             | —              | —              | —              | —              | —              | —              | —              | 105            | - Vânzări în S.U.A.: 135,429  |

"–" denotă că albumul a fost lansat dar nu a intrat în top

## Discuri single
| Title                                                                      | An   | Poziția maximă | Poziția maximă | Poziția maximă | Poziția maximă | Poziția maximă | Poziția maximă | Poziția maximă | Poziția maximă | Poziția maximă | Poziția maximă | Certificații                                                       | Album                                 |
| Title                                                                      | An   | US             | US R&B         | US Rap         | AUS            | GER            | NLD            | NZ             | SWE            | SWI            | UK             | Certificații                                                       | Album                                 |
| -------------------------------------------------------------------------- | ---- | -------------- | -------------- | -------------- | -------------- | -------------- | -------------- | -------------- | -------------- | -------------- | -------------- | ------------------------------------------------------------------ | ------------------------------------- |
| „Brenda's Got a Baby"                                                      | 1991 |                | 10             | 3              | —              | —              | —              | —              | —              | —              | —              |                                                                    | 2Pacalypse Now                        |
| „If My Homie Calls"                                                        | 1991 | —              | —              | 3              | —              | —              | —              | —              | —              | —              | —              |                                                                    | 2Pacalypse Now                        |
| „Trapped"                                                                  | 1992 | —              | —              | —              | —              | —              | —              | —              | —              | —              | —              |                                                                    | 2Pacalypse Now                        |
| „Holla If Ya Hear Me"                                                      | 1993 | —              | 110            | —              | —              | —              | —              | —              | —              | —              | —              |                                                                    | Strictly 4 My N.I.G.G.A.Z.            |
| „I Get Around"                                                             | 1993 | 11             | 5              | 8              | —              | —              | —              | —              | —              | —              | —              | - RIAA: Aur                                                        | Strictly 4 My N.I.G.G.A.Z.            |
| „Keep Ya Head Up"                                                          | 1993 | 12             | 7              | 2              | —              | —              | —              | —              | —              | —              | —              | - RIAA: Aur                                                        | Strictly 4 My N.I.G.G.A.Z.            |
| „Papa'z Song" (featuring Wycked)                                           | 1994 | 87             | 82             | 24             | —              | —              | —              | —              | —              | —              | —              |                                                                    | Strictly 4 My N.I.G.G.A.Z.            |
| „Dear Mama"                                                                | 1995 | 9              | 3              | 1              | 37             | 81             | 31             | 4              | 43             | 43             | 27             | - RIAA: Platină                                                    | Me Against the World                  |
| „So Many Tears"                                                            | 1995 | 44             | 21             | 6              | —              | —              | —              | —              | —              | —              | —              |                                                                    | Me Against the World                  |
| „Temptations"                                                              | 1995 | 68             | 35             | 13             | —              | —              | —              | —              | —              | —              | —              |                                                                    | Me Against the World                  |
| „California Love" (featuring Dr. Dre and Roger Troutman)                   | 1995 | 1              | 1              | 1              | 4              | 7              | 7              | 1              | 1              | 7              | 6              | - RIAA: 2× Platină - ARIA: Aur - RMNZ: Platină                     | All Eyez on Me                        |
| „How Do U Want It" (featuring K-Ci & JoJo)                                 | 1995 | 1              | 1              | 1              | 24             | 74             | —              | 2              | 33             | 37             | 17             | - RIAA: 2× Platină - ARIA: Aur - RMNZ: Aur                         | All Eyez on Me                        |
| „2 of Amerikaz Most Wanted" (featuring Snoop Doggy Dogg)                   | 1996 | —              | 46             | —              | —              | —              | —              | —              | —              | —              | —              |                                                                    | All Eyez on Me                        |
| „I Ain't Mad at Cha" (featuring Danny Boy)                                 | 1996 | 58             | 18             | —              | 47             | 86             | 15             | 2              | 35             | —              | 13             | - RMNZ: Aur                                                        | All Eyez on Me                        |
| „Toss It Up" (featuring Danny Boy, K-Ci & JoJo and Aaron Hall)             | 1996 | —              | 33             | —              | 24             | —              | —              | 7              | —              | —              | 15             | - RMNZ: Aur                                                        | The Don Killuminati: The 7 Day Theory |
| „Runnin'" (with The Notorious B.I.G., Dramacydal, Buju Banton and Stretch) | 1997 | 81             | 57             | 13             | 12             | —              | 47             | 8              | 37             | —              | 15             | - ARIA: Aur - RMNZ: Aur                                            | One Million Strong                    |
| „To Live & Die in L.A." (featuring Val Young)                              | 1997 | —              | —              | —              | 82             | —              | —              | 9              | —              | —              | 10             |                                                                    | The Don Killuminati: The 7 Day Theory |
| „Hail Mary" (featuring The Outlawz)                                        | 1997 | —              | 12             | 8              | —              | —              | —              | —              | —              | —              | 43             |                                                                    | The Don Killuminati: The 7 Day Theory |
| „Wanted Dead or Alive" (with Snoop Doggy Dogg)                             | 1997 | —              | —              | —              | 41             | —              | —              | 3              | —              | —              | 16             |                                                                    | Gridlock'd soundtrack                 |
| „I Wonder If Heaven Got a Ghetto"                                          | 1997 | 67             | 14             | 18             | 70             | —              | —              | 11             | —              | —              | 21             |                                                                    | R U Still Down? (Remember Me)         |
| „Do for Love" (featuring Eric Williams)                                    | 1997 | 21             | 10             | 2              | 52             | —              | 18             | 18             | 33             | —              | 12             | - RIAA: Aur                                                        | R U Still Down? (Remember Me)         |
| „Changes" (featuring Talent)                                               | 1998 | 32             | 12             | 1              | 7              | 2              | 1              | 3              | 1              | 2              | 3              | - BPI: Aur - BVMI: Aur - IFPI SWE: Aur - IFPI SWI: Aur - RMNZ: Aur | Greatest Hits                         |
| „Happy Home"                                                               | 1998 | —              | —              | —              | —              | —              | —              | —              | —              | —              | 17             |                                                                    | Non-album single                      |
| „Unconditional Love"                                                       | 1999 | —              | 73             | —              | —              | —              | —              | —              | —              | —              | —              |                                                                    | Greatest Hits                         |
| „Baby Don't Cry (Keep Ya Head Up II)" (with Outlawz)                       | 2000 | 72             | 36             | —              | —              | 25             | 22             | 35             | —              | 55             | —              |                                                                    | Still I Rise                          |
| „They're Tryin' to Kill Me"                                                | 2000 | —              | —              | —              | 36             | —              | —              | —              | —              | —              | —              |                                                                    | Non-album single                      |
| „Until the End of Time" (featuring R.L.)                                   | 2001 | 52             | 21             | —              | 34             | 33             | 11             | —              | 53             | 24             | 4              |                                                                    | Until the End of Time                 |
| „Letter 2 My Unborn"                                                       | 2001 | —              | 64             | —              | —              | 76             | 61             | —              | —              | —              | 21             |                                                                    | Until the End of Time                 |
| „Thugz Mansion" (featuring Nas and J. Phoenix)                             | 2002 | 19             | 10             | 4              | 26             | 74             | 73             | 10             | —              | —              | 24             |                                                                    | Better Dayz                           |
| „Still Ballin" (featuring Trick Daddy)                                     | 2003 | 69             | 31             | 15             | —              | —              | —              | —              | —              | —              | —              |                                                                    | Better Dayz                           |
| „Runnin' (Dying to Live)" (featuring The Notorious B.I.G.)                 | 2003 | 19             | 11             | 5              | —              | 12             | 13             | —              | —              | 9              | 17             |                                                                    | Tupac: Resurrection soundtrack        |
| „One Day at a Time (Em's Version)" (with Eminem, featuring Outlawz)        | 2004 | 80             | 51             | 22             | —              | —              | —              | —              | —              | —              | 134            |                                                                    | Tupac: Resurrection soundtrack        |
| „Thugs Get Lonely Too" (featuring Nate Dogg)                               | 2004 | 98             | 55             | —              | —              | —              | —              | —              | —              | —              | —              |                                                                    | Loyal to the Game                     |
| „Ghetto Gospel" (featuring Elton John)                                     | 2005 | —              | —              | —              | 1              | 3              | —              | 3              | —              | 7              | 1              | - ARIA: Platină - BPI: Aur - RMNZ: Aur                             | Loyal to the Game                     |
| „Untouchable" (featuring Bone Thugs-n-Harmony)                             | 2006 | —              | 91             | —              | —              | —              | —              | —              | —              | —              | —              |                                                                    | Pac's Life                            |
| „Pac's Life" (featuring T.I. and Ashanti)                                  | 2006 | 119            | 81             | —              | 34             | 31             | —              | 38             | —              | —              | 21             |                                                                    | Pac's Life                            |
| "–" denotă că albumul a fost lansat dar nu a intrat în top                 |      |                |                |                |                |                |                |                |                |                |                |                                                                    |                                       |